# Most Zielony

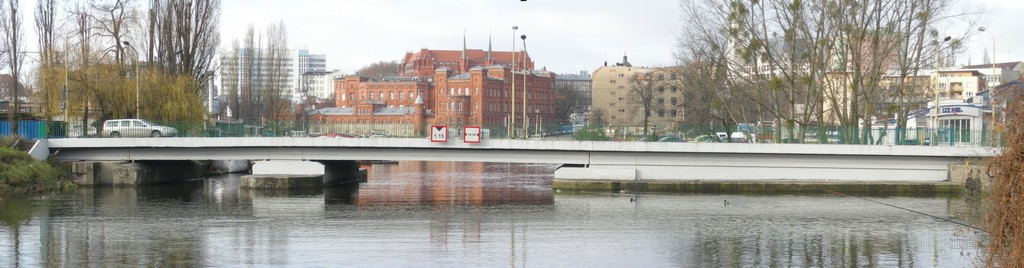
Widok z Łasztowni

Most Zielony (do 1945 niem. Grüne Graben Brücke) – jedyny most drogowy łączący Kępę Parnicką z Łasztownią, zbudowany ponad rozdzielającym je Kanałem Zielonym.
Od strony Łasztowni prowadzi do niego ul. Celna, a na Kępie Parnickiej – ul. Heyki.